# Gina Stechert
Gina Stechert (Oberstdorf, 20 novembre 1987) è un'ex sciatrice alpina tedesca specialista delle prove veloci.
È sorella di Tobias, a sua volta sciatore alpino di alto livello.

## Biografia

### Stagioni 2003-2006
La Stechert disputò la sua prima gara FIS nel dicembre del 2002 e fece il proprio esordio in Coppa Europa il 18 dicembre 2003 a Ponte di Legno/Passo del Tonale, piazzandosi 8ª in discesa libera. Il 21 dicembre 2004 disputò la prima gara di Coppa del Mondo, il supergigante di Sankt Moritz che non completò. Nel febbraio 2005 si infortunò al ginocchio.
Al rientro, nella stagione 2005-2006 in Coppa Europa conquistò i suoi unici due podi di carriera nel circuito, le vittorie nelle discese libere di Sankt Moritz del 12 gennaio e di Megève del 27 gennaio, e arrivò 3ª nella classifica di discesa libera. Il 22 gennaio dello stesso anno, con il 22º posto nella supercombinata di Sankt Moritz, conquistò i primi punti in Coppa del Mondo.

### Stagioni 2007-2014
Nel 2007 esordì ai Campionati mondiali: nella rassegna iridata di Åre giunse 22ª nel supergigante e non completò la discesa libera e la supercombinata. Dopo essere stata presente anche ai Mondiali di Val-d'Isère 2009, dove fu 26ª nella discesa libera, 12ª nella supercombinata e non terminò il supergigante, il 21 febbraio dello stesso anno ottenne il suo unico podio di carriera in Coppa del Mondo vincendo la discesa libera di Tarvisio.
Ai XXI Giochi olimpici invernali di Vancouver 2010, sua unica presenza olimpica, la Stechert si classificò 10ª nella discesa libera, 15ª nel supergigante e non completò la supercombinata, mentre ai Mondiali di Garmisch-Partenkirchen 2011, suo congedo iridato, non terminò il supergigante. Disputò la sua ultima gara in carriera l'11 gennaio 2014, quando durante la discesa libera di Coppa del Mondo di Altenmarkt-Zauchensee cadde e subì un grave infortunio al ginocchio sinistro, l'ultimo dei numerosi che afflissero la sua carriera e a causa dei quali annunciò il definitivo ritiro nel marzo del 2015, senza più essere tornata alle gare.

## Palmarès

### Coppa del Mondo
- Miglior piazzamento in classifica generale: 38ª nel 2009
- 1 podio:
  - 1 vittoria

#### Coppa del Mondo - vittorie
| Data             | Località | Paese  | Specialità |
| ---------------- | -------- | ------ | ---------- |
| 21 febbraio 2009 | Tarvisio | Italia | DH         |

Legenda:

DH = discesa libera

### Coppa Europa
- Miglior piazzamento in classifica generale: 12ª nel 2006
- 2 podi:
  - 2 vittorie

#### Coppa Europa - vittorie
| Data            | Località     | Paese    | Specialità |
| --------------- | ------------ | -------- | ---------- |
| 12 gennaio 2006 | Sankt Moritz | Svizzera | DH         |
| 27 gennaio 2006 | Megève       | Francia  | DH         |

Legenda:

DH = discesa libera

### South American Cup
- Miglior piazzamento in classifica generale: 10ª nel 2005
- 1 podio:
  - 1 vittoria

#### South American Cup - vittorie
| Data           | Località     | Paese | Specialità |
| -------------- | ------------ | ----- | ---------- |
| 27 agosto 2004 | Valle Nevado | Cile  | SG         |

Legenda:

SG = supergigante

### Campionati tedeschi
- 10 medaglie[2]:
  - 4 ori (discesa libera nel 2006; supercombinata nel 2007; discesa libera nel 2008; supergigante nel 2010)
  - 4 argenti (supergigante, slalom gigante, supercombinata nel 2008; supercombinata nel 2010)
  - 2 bronzi (discesa libera nel 2004; supergigante nel 2007)